# تشهل زرعي عجم (شبانكارة)
تشهل زرعي عجم (بالفارسية: چهل‌زرعی عجم) هي قرية تقع في إيران في قسم شبانكارة الريفي. يقدر عدد سكانها بـ 476 نسمة بحسب إحصاء 2016.